# Głupice

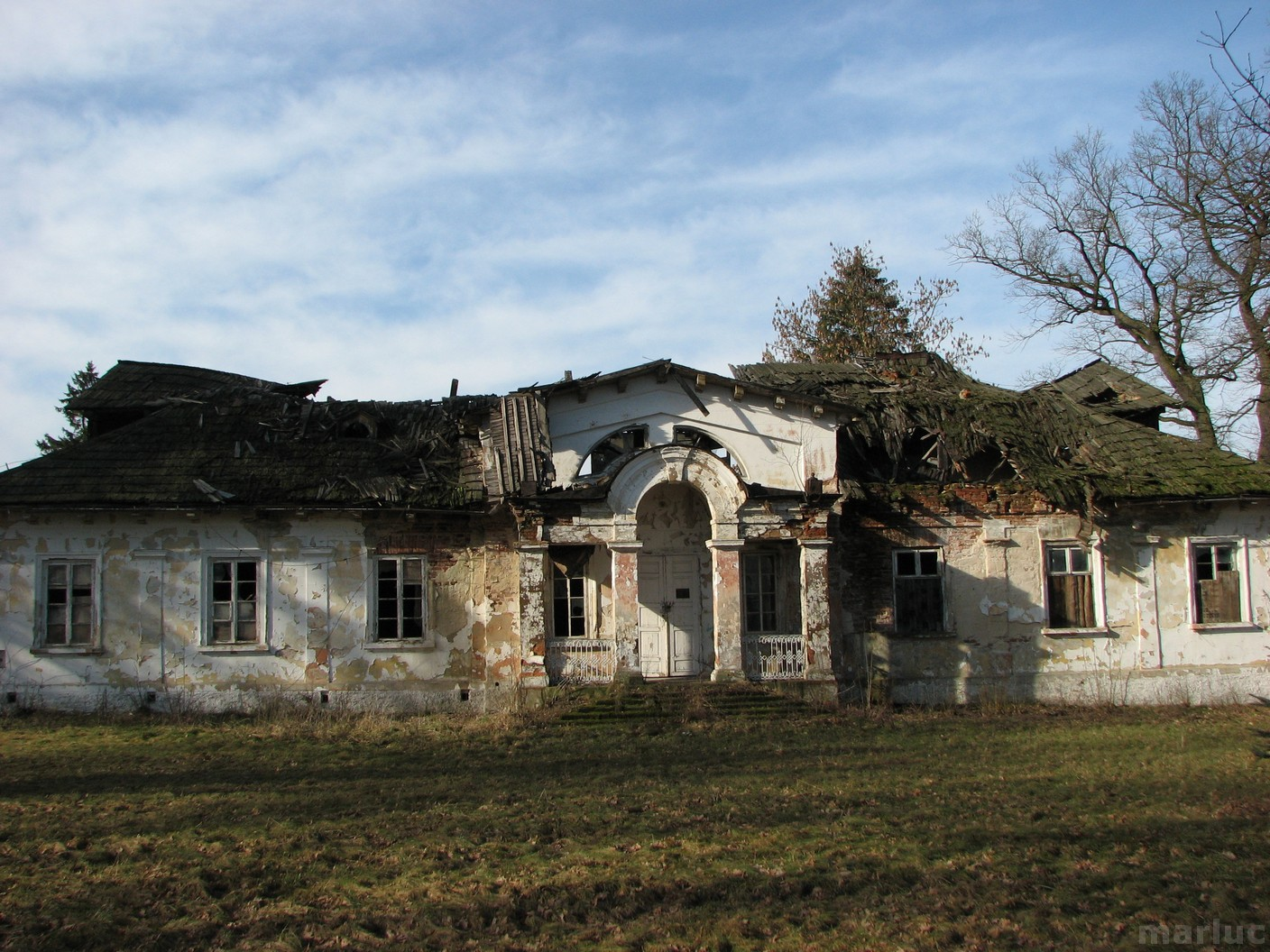
Dwór w Głupicach

Głupice – wieś w Polsce położona w województwie łódzkim, w powiecie bełchatowskim, w gminie Drużbice.
W XVIII w. majątek Głupice należał do Słuckich, a XIX w. do Bykowskich i następnie do Łuczyckich. W okresie międzywojennym do Walickich. 
W latach 1975–1998 miejscowość administracyjnie należała do województwa piotrkowskiego.

## Części wsi
| SIMC    | Nazwa            | Rodzaj    |
| ------- | ---------------- | --------- |
| 0538343 | Głupice-Parcela  | część wsi |
| 0538350 | Pieńki Głupickie | kolonia   |
| 0538366 | Wola Głupicka    | kolonia   |

## Zabytki
Według rejestru zabytków Narodowego Instytutu Dziedzictwa na listę zabytków wpisane są obiekty:
- zespół dworski, XVIII/XIX w.:
  - dwór, nr rej.: 171 z 26.05.1967 (Obecnie dwór został wykreślony z rejestru i jest już rozebrany.)
  - park, nr rej.: 306 z 31.08.1983